# Maison des Frères Ignorantins
La maison des Frères Ignorantins est une maison située à Marle, en France.

## Description
Elle renferme, sur les murs de deux de ses pièces, des peintures effectuées par Oscar Glas, belge, prisonnier des Allemands pendant la Première Guerre mondiale.

## Localisation
La maison est située sur la commune de Marle, dans le département de l'Aisne.

## Historique
Le monument est inscrit au titre des monuments historiques en 2009.